# Lucio Aurunculeio Cotta
Lucio Aurunculeio Cotta (... – 54 a.C. o 53 a.C.) è stato un militare romano.

## Biografia
È luogotenente (Legato) di Gaio Giulio Cesare in Gallia durante la conquista della Gallia. Con Quinto Titurio Sabino viene menzionato per la prima volta nel De bello Gallico a proposito della campagna di sottomissione della Gallia Belgica nel 57 a.C.  Muore nell'inverno 54/53 a.C. per mano degli Eburoni, durante la prima fase della loro rivolta guidata da Ambiorige.
Nell'inverno del 54/53 a.C. i due legati furono inviati con una legione e cinque coorti nell'accampamento di Atuatuca (oggi Tongeren), che si trovava nel territorio degli Eburoni (si pensa che vivessero tra il fiumi Mosa e Reno). Poco dopo, sotto la guida di Ambiorige e Catuvolco, gli Eburoni si ribellarono all'occupazione romana, sobillati da Induziomaro dei Treviri. Uccisi i legionari che erano a fare legna, i ribelli si presentarono davanti all'accampamento romano con l'intenzione di assediarlo. Furono però respinti da una sortita dei Romani.
A questo punto con uno stratagemma Ambiorige riuscì a convincere i Romani a lasciare il campo: convocati gli ambasciatori nemici, egli cercò di diminuire le sue responsabilità nello scoppio della rivolta e disse ai Romani che in quel giorno, in tutta la Gallia, era stata decisa una sollevazione generale contro le truppe romane occupanti, che sarebbe stata supportata da truppe di Germani che sarebbero presto giunte in aiuto dei Galli ribelli. Ambiorige propose quindi ai Romani di abbandonare il campo, promettendo che li avrebbe lasciati passare indisturbati.
Gli ambasciatori riferirono il messaggio a Cotta e Sabino. Nel successivo consiglio di guerra che si tenne nell'accampamento romano, mentre Cotta e la maggior parte dei tribuni e dei centurioni espressero l'opinione secondo cui era meglio restare trincerati nel campo e non prendere iniziative senza prima aver ricevuto ordini da Cesare, Sabino disse invece che l'unica via di salvezza era quella di fidarsi di Ambiorige e di lasciare il campo. Alla fine prevalse proprio quest'ultimo parere e così la mattina dopo l'esercito romano si mise in marcia.
Ma mentre erano in movimento, le truppe romane furono attaccate di sorpresa da quelle di Ambiorige e massacrate. Sia Sabino che Cotta furono uccisi e solo pochi soldati riuscirono a raggiungere le truppe comandate da un altro legato, Tito Labieno.
Il personaggio di Cotta viene presentato come un comandante e soldato capace, fiero e molto coraggioso, anche rispetto al suo collega Sabino: egli, infatti, è risolutamente convinto che sia meglio sostenere un eventuale assedio di Ambiorige piuttosto che uscire dall'accampamento, poi durante l'imboscata incoraggia i soldati impauriti, viene ferito al volto, rifiuta con fermezza di trattare la resa e muore coraggiosamente mentre sta combattendo.